# 조엘 코트니
조엘 코트니(Joel Courtney, 1996년 1월 31일 ~ )는 미국의 배우이다. 영화 《슈퍼 에이트》에서 조 램브 역으로 잘 알려져 있다.

## 출연 작품
- 슈퍼 에이트 - 조셉 프랜시스
- 키싱 부스 - 리 플린 역
- 키싱 부스 2 - 리 플린 역
- 엠티맨 - 브랜든 마이바움 역
- 키싱 부스 3 - 리 플린 역